# 環準同型
環論や抽象代数学において、環準同型（英: ring homomorphism）は2つの環の間の構造を保つ関数である。
きちんと書くと、R と S が環であれば、環準同型は以下を満たす関数 f : R → S である。
- R のすべての元 a と b に対して、f(a + b) = f(a) + f(b)
- R のすべての元 a と b に対して、f(ab) = f(a) f(b)
- f(1R) = 1S

（加法の逆元と加法の単位元も構造の一部であるが、それらを明示的に要求する必要はない。というのもその条件は上記の条件から従うからである。一方、条件 f(1R) = 1S を落とすと下記の性質のいくつかは成り立たなくなる。
環は乗法に関して群であることは要請していないため、演算は保つからといって R の乗法単位元が必ずしも S の乗法単位元に移ることは保証されない。）
R と S がrng（擬環や非単位的環ともいう）であれば、自然な概念はrng 準同型であり、これは上記から3つ目の条件 f(1R) = 1S を除いたものとして定義される。（単位的）環の間の環準同型でない rng 準同型を考えることができる。
2つの環準同型の合成は環準同型である。これによってすべての環からなるクラスは射を環準同型として圏をなす（cf. 環の圏）。とくに、環自己準同型、環同型、環自己同型の概念を得る。

## 性質
f : R →S を環準同型とすると、その定義から直接次のことが出る。
- f(0R) = 0S.
- R のすべての元 a に対して f(−a) = −f(a) である。
- R の任意の単元 a に対し、f(a) は f(a−1) = f(a)−1 であるような単元である。とくに、f は R の単元のなす（乗法）群から S（あるいは im(f)）の単元のなす（乗法）群への群準同型を誘導する。
- f の像 im(f) は S の部分環である。
- f の核は ker(f) = {a ∈ R : f(a) = 0} と定義され、これは R のイデアルである。可換環 R のすべてのイデアルはある環準同型からこのようにして生じる。
- 準同型 f が単射であることと ker(f) = {0} であることは同値である。
- f が全単射であれば、その逆写像 f−1 もまた環準同型である[8]。この場合、f は同型写像と呼ばれ、環 R と S は同型であるという。環論の見方では、同型な環は区別できない。
- 環準同型 f : R →S があれば、S の標数は R の標数を割り切る。このことは、ある環 R と S の間に環準同型 R → S が存在しえないことを示すのに使えることがある。
- Rp が R に含まれる最小の部分環で、Sp が S に含まれる最小の部分環であれば、すべての環準同型 f : R → S は環準同型 fp : Rp → Sp を誘導する。
- R が体で S が零環でなければ、f は単射である。
- R と S が両方体であれば、im(f) は S の部分体である。なので S は R の体拡大の見ることができる。
- R と S が可換環で S が整域であれば、ker(f) は R の素イデアルである。
- R と S が可換環で、S が体で、f が全射であれば、ker(f) は R の極大イデアルである。
- f が全射で、P が R の素（極大）イデアルで、ker(f) ⊆ P であれば、f(P) は S の素（極大）イデアルである。

さらに、
- 環準同型の合成は環準同型である。
- 恒等写像は環準同型である（が零写像はそうでない）。
- それゆえ、すべての環と環準同型からなるクラスは圏、環の圏をなす。
- すべての環 R に対して、唯一の環準同型 Z → R が存在する。このことが言っているのは、整数環は環の圏において始対象であるということである。
- すべての環 R に対して、唯一の環準同型 R → 0 が存在する、ただし 0 は零環（その唯一の元が 0 であるような環）を表す。このことが言っているのは、零環は環の圏において終対象であるということである。

## 例
- f(a) = [a]n = a mod n によって定義された関数 f : Z → Zn は全射環準同型でその核は nZ である（合同式を見よ）。
- f([a]6) = [4a]6 によって定義される関数 f : Z6 → Z6 は rng 準同型（かつ rng 自己準同型）であり、その核は 3Z6 で、像は 2Z6（でありこれは Z3 と同型）である。
- n ≥ 1 に対して環準同型 Zn → Z は存在しない。
- 複素共役をとる写像 C →C は環準同型である（実は環自己同型の例である）。
- R と S が環であれば、R から S への零写像が環準同型であることと S が零環であることは同値である。（そうでなければ 1R が 1S に行かない。）一方、零写像はつねに rng 準同型である。
- R[X] が実数体 R に係数をもち変数が X の多項式すべてからなる環を表し、C が複素数体を表しているとすると、 f(p) = p(i) によって定義される関数 f : R[X] → C （多項式 p の変数 X に虚数単位 i を代入する）は全射環準同型である。f の核は X2 + 1 で割り切れるような R[X] のすべての多項式からなる。
- f : R → S が可換環 R と S の間の環準同型であれば、f は行列環の間の環準同型 Mn(R) → Mn(S) を誘導する。

## 環の圏

### 自己準同型、同型、自己同型
- 環自己準同型 (ring endomorphism) は環から自身への環準同型である。
- 環同型 (ring isomorphism) は環準同型であるような両側逆元をもった環準同型である。環準同型が同型であることと台集合上の関数として全単射であることは同値であることを証明できる。2つの環 R と S の間に環同型が存在すれば、R と S は同型 (isomorphic) と呼ばれる。同型な環は元の名前を付け替えただけの違いしかない。例：同型の違いを除いて、位数 4 の環は 4 つ存在する。（このことが意味するのは、どの2つも同型でないような4つの位数4の環が存在して、すべての他の位数4の環はそれらのうちの1つに同型であるということである。）一方、同型を除いて、位数4のrngは11存在する。
- 環自己同型 (ring automorphism) は環から自身への環同型である。

### 単射準同型と全射準同型
単射環準同型は環の圏におけるモノ射 (monomorphism) と同じである。もし f : R → S が単射でないモノ射であれば、ある r1 と r2 が S の同じ元に送られる。x を r1 と r2 にそれぞれ写すZ[x] から R への2つの写像 g1 と g2 を考えよう。f ∘ g1 と f ∘ g2 は同じであるが、f はモノ射なので、これは不可能である。
しかしながら、全射環準同型は環の圏におけるエピ射 (epimorphism) とは異なる。例えば、包含 Z ⊆ Q は環のエピ射であるが、全射ではない。しかしながら、全射環準同型は strong epimorphism とちょうど全くおなじである。